# Lijst van voetbalinterlands Australië - Duitsland
Deze lijst van voetbalinterlands is een overzicht van alle officiële voetbalwedstrijden tussen de nationale teams van Australië en (West-)Duitsland. De landen speelden tot op heden zes keer tegen elkaar, te beginnen met een groepswedstrijd bij het Wereldkampioenschap voetbal 1974, gespeeld op 18 juni 1974 in Hamburg. Het laatste duel, een wedstrijd in de groepsfase van de FIFA Confederations Cup 2017, vond plaats in Sotsji op 19 juni 2017.

## Wedstrijden
| № | Plaats          | Datum         | Competitie                   | Wedstrijd                  | Uitslag |
| - | --------------- | ------------- | ---------------------------- | -------------------------- | ------- |
| 1 | Hamburg         | 18 juni 1974  | WK 1974                      | Australië – West-Duitsland | 0 – 3   |
| 2 | Frankfurt       | 15 juni 2005  | FIFA Confederations Cup 2005 | Duitsland – Australië      | 4 – 3   |
| 3 | Durban          | 13 juni 2010  | WK 2010                      | Duitsland – Australië      | 4 – 0   |
| 4 | Mönchengladbach | 29 maart 2011 | Vriendschappelijk            | Duitsland – Australië      | 1 – 2   |
| 5 | Kaiserslautern  | 25 maart 2015 | Vriendschappelijk            | Duitsland – Australië      | 2 – 2   |
| 6 | Sotsji          | 19 juni 2017  | FIFA Confederations Cup 2017 | Australië – Duitsland      | 2 – 3   |

## Samenvatting
| Competitie              | Totaal gespeeld | Winst Australië | Gelijk | Winst Duitsland | Doelsaldo Australië – Duitsland |
| ----------------------- | --------------- | --------------- | ------ | --------------- | ------------------------------- |
| WK-eindronde            | 2               | 0               | 0      | 2               | 0 − 7                           |
| FIFA Confederations Cup | 2               | 0               | 0      | 2               | 5 − 7                           |
| Vriendschappelijk       | 2               | 1               | 1      | 0               | 4 − 3                           |
| Totaal                  | 6               | 1               | 1      | 4               | 9 − 17                          |

Wedstrijden bepaald door strafschoppen worden, in lijn met de FIFA, als een gelijkspel gerekend.

## Details

### Derde ontmoeting
| WK 2010 (Durban, Zuid-Afrika, 13 juni 2010): |              | |
| Duitsland | 4 – 0        | Australië |
| Lukas Podolski 8' Miroslav Klose 26' Thomas Müller 68' Cacau 70' | doelpunten   | |
| Joachim Löw | bondscoach   | Pim Verbeek |
| Manuel Neuer Arne Friedrich Sami Khedira Bastian Schweinsteiger Mesut Özil 73' Lukas Podolski 80' Miroslav Klose 68' Thomas Müller Holger Badstuber Philipp Lahm Per Mertesacker | opstellingen | Mark Schwarzer Lucas Neill Craig Moore Tim Cahill Jason Čulina 74' Brett Emerton Luke Wilkshire Scott Chipperfield 46' Vince Grella Carl Valeri 64' Richard Garcia |
| Cacau 68' Mario Gómez 73' Marko Marin 80' | wissels      | 46' Brett Holman 63' Nikita Rukavytsya 73' Mile Jedinak |
| Mesut Özil 11' Cacau 90 +1' | gele kaarten | 23' Craig Moore 45' Lucas Neill 57' Carl Valeri |
| | rode kaarten | 56' Tim Cahill |

### Vierde ontmoeting
| Vriendschappelijk (Mönchengladbach, Duitsland, 29 maart 2011): |              | |
| Duitsland | 1 – 2        | Australië |
| Mario Gómez 26' | doelpunten   | 61' David Carney 64' (pen.) Luke Wilkshire |
| Joachim Löw | bondscoach   | Holger Osieck |
| Tim Wiese Christian Träsch Arne Friedrich Mats Hummels Marcel Schmelzer Sven Bender Bastian Schweinsteiger 64' Thomas Müller 65' André Schürrle Lukas Podolski Mario Gómez 73' | opstellingen | Mark Schwarzer Lucas Neill David Carney Saša Ognenovski Luke Wilkshire Brett Emerton 80' Harry Kewell 90' Brett Holman Mile Jedinak Carl Valeri Matt McKay |
| Toni Kroos 64' Mario Götze 65' Miroslav Klose 73' | wissels      | 80' Robbie Kruse 90' Brent McGrath |
| Christian Träsch 88' Miroslav Klose 89' | gele kaarten | 17' Mile Jedinak 45' Matt McKay |

### Vijfde ontmoeting
| Vriendschappelijk (Kaiserslautern, Duitsland, 25 maart 2015): |              | |
| Duitsland | 2 – 2        | Australië |
| Marco Reus 17' Lukas Podolski 81' | doelpunten   | 40' James Troisi 50' Mile Jedinak |
| Joachim Löw | bondscoach   | Ange Postecoglou |
| Ron-Robert Zieler Shkodran Mustafi Benedikt Höwedes Holger Badstuber 46' Karim Bellarabi 64' İlkay Gündoğan Sami Khedira 63' Mesut Özil Jonas Hector Mario Götze 73' Marco Reus 73' | opstellingen | Mathew Ryan Ivan Franjić 78' Alex Wilkinson Luke DeVere Jason Davidson 69' Mark Milligan Mile Jedinak 77' Matt McKay 61' Nathan Burns Mathew Leckie 87' James Troisi |
| Sebastian Rudy 46' Christoph Kramer 63' André Schürrle 64' Max Kruse 73' Lukas Podolski 73'                                                                                         | wissels      | 61' Tommy Oar 69' Aaron Mooy 77' Oliver Bozanić 78' Bailey Wright 87' Tomi Jurić                                                                                     |
| - Debuut van Luke DeVere (Brisbane Roar) voor Australië. |              | |

### Zesde ontmoeting
| Groepsfase FIFA Confederations Cup 2017 (scheidsrechter Mark Geiger, Sotsji, 19 juni 2017):                                                                |                 | |
| Australië | 2 – 3           | Duitsland |
| Tom Rogić 41' Tomi Jurić 56' | goals (assists) | 5' Lars Stindl (Julian Brandt) 44' (pen.) Julian Draxler 48' Leon Goretzka (Joshua Kimmich)                                                                             |
| Ange Postecoglou | bondscoach      | Joachim Löw |
| Mathew Ryan Bailey Wright Trent Sainsbury Milos Degenek Mark Milligan Aaron Mooy Mathew Leckie Aziz Behich Massimo Luongo 46' Tomi Jurić 86' Tom Rogić 71' | opstellingen    | Bernd Leno Joshua Kimmich Antonio Rüdiger Shkodran Mustafi Jonas Hector Sebastian Rudy 63' Julian Brandt 78' Lars Stindl Leon Goretzka Julian Draxler 57' Sandro Wagner |
| Robbie Kruse 46' James Troisi 71' Tim Cahill 86' | wissels         | 57' Timo Werner 63' Niklas Süle 78' Emre Can |
| Trent Sainsbury 64' | gele kaarten    | 55' Leon Goretzka |